# Ottó osztrák herceg
Vidám Ottó (Bécs, 1301. július 23. – Neuberg an der Mürz, 1339. február 17. vagy 1339. február 17.) osztrák herceg 1330-tól.

## Élete
Ottó herceg I. Albert német király legifjabb fiaként született. Legidősebb bátyjai Frigyes és Lipót után harmadik bátyjával, Alberttel együtt lépett Ausztria trónjára. Karintiai Henrik halála után Bajor Lajos német-római császár Ottónak adományozta Karintát és Tirol déli részét 1335. május 2-án Linzben.
Régi karintiai szokás szerint a Zollfelden koronázták herceggé. Megalapította a neubergi székesegyház monostorát Neuberg an der Mürzben Stájerországban és a Szent György-kápolnát Bécsben. 1335 februárjában Znojmóban elvette Annát, IV. Lajos császár nővérét. 1337-ben megalapította a Societas Templois nevű lovagi becsületrendet azon keresztes lovagok számára akik a pogány belorusz és litván népek megtérítésén munkálkodtak. Vidám mellékneve a vidám ünnepekre utal a királyi palotában.
Fia II. Lipót korán halt meg feleség és utódok nélkül. Így Ottó ága kihalt.